# Cyclorhipidion
Cyclorhipidion är ett släkte av skalbaggar som beskrevs av Julius Max Hagedorn 1912. Cyclorhipidion ingår i familjen vivlar.

## Dottertaxa tillCyclorhipidion, i alfabetisk ordning[1][2]
- Cyclorhipidion agnaticeps
- Cyclorhipidion agnatum
- Cyclorhipidion amarantum
- Cyclorhipidion andriani
- Cyclorhipidion anoplum
- Cyclorhipidion apicipenne
- Cyclorhipidion armaticeps
- Cyclorhipidion artifex
- Cyclorhipidion bicinctum
- Cyclorhipidion bituberculatum
- Cyclorhipidion bodoanum
- Cyclorhipidion brevius
- Cyclorhipidion cachani
- Cyclorhipidion callosum
- Cyclorhipidion canarii
- Cyclorhipidion capensis
- Cyclorhipidion circumcisum
- Cyclorhipidion corrugatum
- Cyclorhipidion crucifer
- Cyclorhipidion cruciforme
- Cyclorhipidion crucipenne
- Cyclorhipidion curvipenne
- Cyclorhipidion daosi
- Cyclorhipidion delicatum
- Cyclorhipidion destrictum
- Cyclorhipidion dihingicum
- Cyclorhipidion dipterocarpi
- Cyclorhipidion foersteri
- Cyclorhipidion fouqueti
- Cyclorhipidion guineense
- Cyclorhipidion hastatum
- Cyclorhipidion hirtum
- Cyclorhipidion indigens
- Cyclorhipidion kelantanum
- Cyclorhipidion leverensis
- Cyclorhipidion longius
- Cyclorhipidion malayensis
- Cyclorhipidion mangoense
- Cyclorhipidion multigranosum
- Cyclorhipidion multipunctatum
- Cyclorhipidion neocavipenne
- Cyclorhipidion neocrucifer
- Cyclorhipidion nsafukalae
- Cyclorhipidion nutans
- Cyclorhipidion obliquesectum
- Cyclorhipidion opimatum
- Cyclorhipidion pelliculosum
- Cyclorhipidion perpilosellum
- Cyclorhipidion pilipenne
- Cyclorhipidion pilosulum
- Cyclorhipidion pityogenes
- Cyclorhipidion planotruncatum
- Cyclorhipidion polyodon
- Cyclorhipidion popondettae
- Cyclorhipidion posticespinatum
- Cyclorhipidion praecursor
- Cyclorhipidion pruinosulum
- Cyclorhipidion pruinosum
- Cyclorhipidion psaltes
- Cyclorhipidion pseudocrucifer
- Cyclorhipidion pseudofoersteri
- Cyclorhipidion punctatopilosum
- Cyclorhipidion punctatum
- Cyclorhipidion punctilicolle
- Cyclorhipidion quadricuspe
- Cyclorhipidion quasimodo
- Cyclorhipidion revocabile
- Cyclorhipidion rufonitidum
- Cyclorhipidion scalptor
- Cyclorhipidion scapulare
- Cyclorhipidion scorpium
- Cyclorhipidion sexspinatum
- Cyclorhipidion sisyrnophorum
- Cyclorhipidion spinibarbe
- Cyclorhipidion spinidens
- Cyclorhipidion subagnatum
- Cyclorhipidion subobtusum
- Cyclorhipidion subpruinosum
- Cyclorhipidion sulcinoides
- Cyclorhipidion sulcipenne
- Cyclorhipidion tanibe
- Cyclorhipidion tecleae
- Cyclorhipidion tenuigraphum
- Cyclorhipidion terminaliae
- Cyclorhipidion tuberculifer
- Cyclorhipidion tuberculosissimum
- Cyclorhipidion umbratum
- Cyclorhipidion vagans
- Cyclorhipidion vigilans